# Pseudotomoderus compressicollis
Pseudotomoderus compressicollis – gatunek chrząszcza z rodziny nakwiatkowatych i podrodziny Tomoderinae.
Gatunek ten został opisany po raz pierwszy w 1839 roku przez Wiktora Moczulskiego jako Anthicus compressicollis.
Chrząszcz ten zamieszkuje wilgotne tereny w pobliżu rzek i zbiorników wodnych. Bytuje na podmokłych łąkach, trzcinowiskach, liściach drzew i krzewów oraz wśród gnijących roślin zielnych. Owady dorosłe przylatują do sztucznych źródeł światła. Szczegóły jego bionomii nie zostały dotąd poznane.
Owad ten zamieszkuje krainy: palearktyczną, orientalną i etiopską. W Europie stwierdzony został w Portugalii, Hiszpanii, Francji, Szwajcarii, Austrii, Włoszech, Polsce, Słowacji, na Węgrzech, Ukrainie, w Chorwacji, Bośni i Hercegowinie, Albanii, Rumunii, Bułgarii, Grecji i południowej Rosji. Na Zakaukaziu znany jest z Azerbejdżanu i Gruzji. Na terenie Europy Środkowej jest jedynym przedstawicielem podrodziny Tomoderinae i znajduje się w ekspansji ku północy. Na Węgrzech stwierdzono go po raz pierwszy w 2008, na Słowacji w 2013, a w Polsce w 2015 (pojedynczy osobnik na Górnym Śląsku).